# Robert S. Kerr

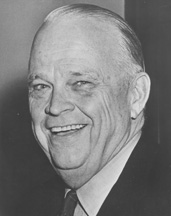
Robert Kerr

Robert Samuel Kerr (* 11. September 1896 in Ada, Oklahoma-Territorium; † 1. Januar 1963 in Washington D.C.) war ein US-amerikanischer Politiker der Demokratischen Partei. Er amtierte von 1943 bis 1947 als der 12. Gouverneur von Oklahoma und vertrat seinen Staat im US-Senat.

## Frühe Jahre
Robert Kerr besuchte die örtlichen Schulen seiner Heimat und von 1915 bis 1916 die University of Oklahoma. Danach wurde er als Lehrer tätig. Während des Ersten Weltkriegs war er Leutnant der US-Armee. Nach einem anschließenden Jurastudium wurde er im Jahr 1922 als Rechtsanwalt zugelassen.

## Politischer Aufstieg
Zwischen 1921 und 1929 war er Mitglied der Nationalgarde, bei der er es bis zum Major brachte. Im Jahr 1926 gründete er ein eigenes Ölunternehmen und im Jahr 1931 wurde er Sonderrichter am Obersten Gerichtshof von Oklahoma. Zwischen 1935 und 1938 war Kerr Mitglied des damals noch inoffiziellen Begnadigungsausschusses seines Landes. Zwischen 1940 und 1948 war er Mitglied des Democratic National Committee; außerdem wurde er 1942 als demokratischer Kandidat zum neuen Gouverneur seines Staates.

## Gouverneur von Oklahoma
Robert Kerr trat sein neues Amt am 13. Januar 1943, also mitten im Zweiten Weltkrieg, an. Während des Krieges wurden in Oklahoma 41 militärische Einrichtungen und neun Lager für Kriegsgefangene geschaffen. Nach dem Ende des Krieges musste auch in Oklahoma die Produktion wieder auf den zivilen Bedarf zurückgefahren werden. Die heimkehrenden Soldaten mussten wieder in die Gesellschaft eingegliedert werden und die Hinterbliebenen der Gefallenen und die Kriegsinvaliden mussten versorgt werden. Innenpolitisch wurde das Wahlgesetz zu Gunsten der Demokraten geändert. Der bis dahin inoffizielle Begnadigungsausschuss wurde offiziell als Regierungsorgan gegründet.
Auf dem Gebiet der Schulpolitik wurden den Schülern kostenlose Schulbücher zur Verfügung gestellt. Gouverneur Kerr war Mitglied einiger Gouverneursvereinigungen und der Union der ölfördernden US-Staaten (Interstate Oil Compact Commission). Ähnlich wie sein Vorgänger Leon Phillips stand auch Kerr der Regierung des Präsidenten Franklin D. Roosevelt eher kritisch gegenüber und sprach sich 1944 gegen dessen vierte Präsidentschaftskandidatur aus. Im Gegensatz zu Phillips blieb er aber seiner Partei gegenüber loyal. Auf dem Bundesparteitag 1944 sprach er ein Grußwort.

## Weiterer Lebenslauf
Auch nach dem Ende seiner Gouverneurszeit im Januar 1947 blieb Kerr politisch aktiv. Zwischen 1947 und seinem Tod am 1. Januar 1963 vertrat er seinen Staat im US-Senat in Washington. Dort war er Mitglied verschiedener Ausschüsse. Robert Kerr war zweimal verheiratet und hatte insgesamt vier Kinder.